# アンディ・カウフマン
アンディ・カウフマン（Andrew Geoffrey Kaufman、1949年1月17日 - 1984年5月16日）はアメリカ合衆国のエンターテイナー、俳優、パフォーマンスアーティスト。しばしばコメディアンと称されがちだが、本人は肯定していない。
彼はジョークを言うことと昔から知られているコメディそのものを明確に区別しており、自身のことを"song and dance man."とした。
「トニー・クリフトン」というラウンジ歌手のキャラクターを作ったほかサタデー・ナイト・ライブなどで活躍したが、1984年に肺がんで急死した。死の直前まで病名を明かさないまま舞台や番組に出ていたため、唐突な死に対しても多くのファンは悪趣味なギャグと考えて信じなかった。その生涯はR.E.M.の『マン・オン・ザ・ムーン』という曲で歌われたほか、1999年には彼を描いた映画『マン・オン・ザ・ムーン』が公開された。

## 人物
アンディは1949年1月17日、ニューヨーク市にて、ジャニス（旧姓：バーンシュタイン）とスタンリーの夫婦の間に最初の息子として生まれ、ニューヨーク州ロングアイランドはグレートネックの中流階級のユダヤ人一家に育つ。9歳のころから演技を始める。ボストンのGrahm Junior Collegeに通い1971年に卒業。
東海岸の様々な小さなクラブスタンドアップコメディの演技を始めた。
役作りで必要な場合などを除き、プライベートでは酒や煙草は一切嗜まなかった。

## 主な出演作品

### 俳優として
- ディーモン 悪魔の受精卵（ディーモン）God Told Me To（1976）（警官）
- Stick Around（1977）（TV） .... Andy, the Robot
- Taxi（1978） TV Series .... Latka Gravas/Vic Ferrari
- In God We Tru$t（1980） .... Armageddon T. Thunderbird
- Heartbeeps（1981） .... Val
- The Fantastic Miss Piggy Show（1982）（TV） .... Tony Clifton
- My Breakfast with Blassie（1983) 　プロレスラーのフレッド・ブラッシーと二人で朝食を食べるドキュメンタリー映画

### 脚本
- Andy's Funhouse（1979）（TV、制作も）
- Andy Kaufman Plays Carnegie Hall（1980）（V）
- I'm From Hollywood（1989）（クレジットなし）
- GOD...and other plays（1999）
- The Huey Williams Story（1999）
- Poetry and Stories（2000）

### 作曲
- "Oh, The Cow Goes Moo"Man on the Moon（1999）（マン・オン・ザ・ムーン内で使用）

### 本人役として（テレビ番組も含む）
- The Midnight Special（1972）（司会、1981年1月23日放送分では本人役で出演）
- The Dean Martin Comedy World 6 June 1974 ゲスト
- The Joe Franklin Show 20 June 1974 ゲスト
- Van Dyke and Company (1975) (TV、76年のテレビシリーズよりレギュラー)
- Cher... and Other Fantasies (1979) (TV)
- Andy's Funhouse (1979) (TV) (also as Tony Clifton)... Himself/Latka Gravas/Tony Clifton
- Andy Kaufman Plays Carnegie Hall (1980) (V)... Himself/Tony Clifton
- Catch a Rising Star's 10th Anniversary (1982) (TV)
- My Breakfast with Blassie (1983)
- Elayne Boosler: Party of One (1985) (TV) (voice)
- I'm From Hollywood (1989)

### その他テレビ出演
- The Tonight Show Starring Johnny Carson

以下の放送分に出演。いずれも本人役で
1976年
- 6月23日

1977年
- 1月21日
- 3月3日

1978年
- 2月20日
- The Hollywood Squares (1977年8月15日放送分に本人役で出演)
- Redd Foxx(1977年9月15日分に本人役で出演)
- The Mike Douglas Show 11 April 1978 .... Himself
- The Dating Game (as Baji Kimran) 21 November 1978 .... Himself - Participant
- Live Wednesday 29 November 1978 .... Himself
- The Tomorrow Show 20 August 1979 .... Himself
- Dinah! 17 January 1977 .... Foreign Man
- The Johnny Cash Christmas Special 1979 06 December 1979 .... Himself
- The Merv Griffin Show

以下の放送分に出演。いずれも本人役で
1979年
- - 12月13日

1980年
- - 1月25日
- Fridays

以下の放送分に出演。
1981年
- - 2月20日(# 2.20、ゲスト司会者)
  - 2月27日( # 2.21、本人)
  - 9月18日(# 3.1、ゲスト司会者)
- グッド・モーニング・アメリカ

以下の放送分に出演。いずれも本人役で
1981年
- - 10月28日

1982年
- - 4月14日
- The John Davidson Show （1982年4月15日放送分では本人役を担当）
- Hour Magazine （1982年5月7日放送分では本人役で）
- サタデー・ナイト・ライブ

以下の放送分に出演。特筆がない限り本人役
1975年
- - 10月11日
  - 10月25日(外国人役)
  - 11月8日(外国人役)

1976年
- 2月28日

1977年
- 1月15日(# 3.3)(外国人、エルビス・プレスリー役)
- 10月15日()# 3.7(外国人)
- 12月10日

1978年
- 3月11日

1979年
- - 2月24日(# 4.13)
  - 10月20日
  - 11月17日(クレジットなし)
  - 12月22日

1982年
- - 1月30日(# 7.10、エルビス・プレスリー役も)
  - 5月17日(# 7.19)
  - 10月30日(# 8.5)
- Late Night with David Letterman

以下の放送分に出演。いずれも本人役で
1982年
- - 2月17日
  - 2月18日
  - 3月30日
  - 4月1日
  - 5月17日
  - 7月28日
  - 11月17日

1983年
- - 1月7日
  - 2月23日
  - 9月22日
  - 11月17日